# Dream a Dream
Dream a Dream é o segundo álbum de estúdio de LAZY. Foi lançado em 5 de dezembro de 1978 pela RCA Records e tem 10 faixas.

## Produção
Segundo álbum da LAZY, primeira banda de Hironobu Kageyama, que também tinha membros da Neverland e da Loudness. Teve relançamentos em CD em 1991 e 2008. Neste último, quatro músicas foram adicionadas.

## Recepção
O site CD Journal, no relançamento de 1991, elogiou o álbum, chamando-o de nostálgico e destacando a importância que ele teve para seu público, na época, adolescente. Já no relançamento de 2008, adicionou que o álbum "tem uma forte pegada de rock".

## Faixas
| N.º            | Título                                      | Letras                         | Música                | Arranjo               | Duração |  |
| 1.             | "Rock'n'roll Sae Yatterya"                  | Masamichi Sugi e Taro Morimoto | M. Sugi e T. Morimoto | M. Sugi e T. Morimoto | 3:16    |  |
| 2.             | "Stop The Music"                            | Yoshiko Miura                  | Shunichi Tokura       | S. Tokura             | 2:54    |  |
| 3.             | "Guitar Man"                                | Hiroshi Kamayatsu              | H. Kamayatsu          | Akira Inoue           | 3:11    |  |
| 4.             | "Full Count"                                | Yukinojo Mori                  | Y. Mori               | LAZY                  | 2:53    |  |
| 5.             | "Uchiki Na Natsu"                           | Yasuo Takenaka                 | S. Tokura             | T. Morimoto           | 2:50    |  |
| 6.             | "My Angel"                                  | Y. Miura                       | S. Tokura             | S. Tokura             | 4:33    |  |
| 7.             | "Mahiru no Main Street"                     | M. Sugi                        | M. Sugi               | T. Morimoto           | 2:53    |  |
| 8.             | "100% No Kataomoi"                          | Y. Mori                        | Y. Mori               | LAZY                  | 4:12    |  |
| 9.             | "Seishun No 1 Page"                         | Rei Nakanishi                  | S. Tokura             | S. Tokura             | 3:20    |  |
| 10.            | "Sweet Good-Bye"                            | Y. Mori                        | T. Morimoto           | A. Inoue              | 4:30    |  |
| 11.            | "Moero Rock 'n' Roll Fire" (edição de 2008) | Masami Sugiyama                | S. Tokura             | S. Tokura             | 4:22    |  |
| 12.            | "Futari no Takarajima" (edição de 2008)     | H. Kamayatsu                   | H. Kamayatsu          | H. Kamayatsu          | 2:39    |  |
| 13.            | "Jigoku No Tenshi" (edição de 2008)         | R. Nakanishi                   | S. Tokura             | S. Tokura             | 4:42    |  |
| 14.            | "Hello Hello Hello" (edição de 2008)        | R. Nakanishi                   | S. Tokura             | S. Tokura             | 2:59    |  |
| Duração total: | Duração total:                              | Duração total:                 | Duração total:        | Duração total:        | 51:27   |  |

## Integrantes
- Hironobu Kageyama (Michell) - Vocal

- Akira Takasaki (Suzy) - Guitarra

- Hiroyuki Tanaka (Funny) - Baixo

- Shunji Inoue (Pocky) - Teclado

- Munetaka Higuchi (Davy) - Bateria